# Acrida fumata
Acrida fumata är en insektsart som beskrevs av Steinmann 1963. Acrida fumata ingår i släktet Acrida och familjen gräshoppor. Inga underarter finns listade i Catalogue of Life.